# بانسا هيمفيبون
بانسا هيمفيبون (بالتايلندية: พรรษา เหมวิบูลย์)‏ (8 يوليو 1990 بمحافظة تشانثابوري في تايلاند - ) هو لاعب كرة قدم تايلندي في مركز الدفاع. لعب مع TOT S.C. ‏ وKhon Kaen United F.C. ‏.

## روابط خارجية
- بانسا هيمفيبون على موقع الاتحاد الآسيوي (الإنجليزية)
- بانسا هيمفيبون على موقع قاعدة بيانات كرة القدم.إي يو (الإنجليزية)
- بانسا هيمفيبون على موقع ناشيونال فوتبول تيمز (الإنجليزية)
- بانسا هيمفيبون على موقع Soccerway.com (الإنجليزية)
- بانسا هيمفيبون على موقع عالم كرة القدم.نت (الإنجليزية)